# Champdeniers-Saint-Denis
Champdeniers-Saint-Denis är en kommun i departementet Deux-Sèvres i regionen Nouvelle-Aquitaine i västra Frankrike. Kommunen ligger i kantonen Champdeniers-Saint-Denis som tillhör arrondissementet Niort. År 2022 hade Champdeniers-Saint-Denis 1 791 invånare.

## Befolkningsutveckling
Antalet invånare i kommunen Champdeniers-Saint-Denis
| Referens: INSEE |